# 0816
0816 ist das fünfte Album des Schweizer Rappers Bligg. Es erschien am 31. Oktober 2008 über das Label Universal Music. Zuvor war bereits das Stück Rosalie als Single veröffentlicht worden. Der musikalische Stil des von Fred Herrmann und Bligg produzierten Albums ist Hip-Hop, ergänzt mit Instrumenten der Schweizer Volksmusik. Auch inhaltlich wird in den Texten auf die Schweizer Kultur Bezug genommen.
Mit 0816 konnte Bligg erstmals Platz 1 der Schweizer Albumcharts sowie Vierfach-Platin erreichen, womit das Album zu den kommerziell erfolgreichsten Hip-Hop-Veröffentlichungen der Schweiz gehört. Insgesamt wurden 120.000 Einheiten des Albums verkauft.

## Hintergrund
Nachdem Bliggs viertes Album Yves Spink am 11. Mai 2007 erschienen war, trat der Rapper Ende 2007 in der Schweizer Fernsehshow Die grössten Schweizer Hits auf, um seine Single Volksmusigg vorzustellen. Er präsentierte das Lied in einer neu interpretierten Version gemeinsam mit der volkstümlichen Gruppe Streichmusik Alder. Bei der Aufnahme des Titels wurde der über einen Hip-Hop-Beat als Rap vorgetragene Text mit Stilelementen der Volksmusik verbunden. Die Single hielt sich 24 Wochen in den Schweizer Single-Charts und Bligg absolvierte eine Tournee mit der Streichmusik Alder. Da Bligg mit dem Ergebnis der Zusammenarbeit zufrieden war und Volksmusigg ein kommerzieller Erfolg wurde, entstand die Idee für das neue Album verstärkt Einflüsse der Schweizer Volksmusik in die Hip-Hop-Stücke zu integrieren:

„Als wir den Song im Studio einspielten, entdeckte ich, dass die volkstümlichen Instrumente – z. B. Hackbretter – sehr interessant in meinen Sound einbettbar sind. So wurde mir bewusst, dass es bei uns in der Schweiz auf dem musikalischen Boden viel Interessantes auszuprobieren gibt.“

## Entstehung

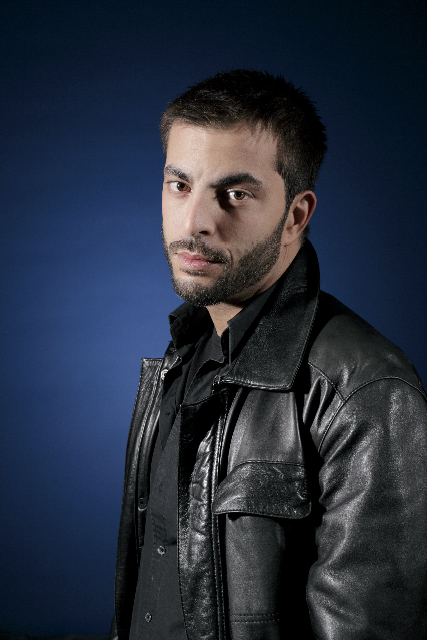
Rapper Bligg im Jahr 2008

Die Aufnahmen für 0816 fanden im Hitmill Studio statt und dauerten über vier Monate. Marco Bliggensdorfer, so der bürgerliche Name des Rappers, produzierte das Album mit Fred Herrmann, der als Schlagzeuger für Bligg arbeitet und Leiter des Aufnahmestudios ist. Ebenso war Roman Camenzind an der Konzipierung beteiligt. Da Bligg privat keine Volksmusik konsumiert, hörte er sich zu Beginn des Entstehungsprozesses mit Herrmann zunächst über drei Tage lang Alben der Volksmusik an, um sich mit den darin verwendeten Instrumenten «vertraut zu machen».
Für die Aufnahmen wurde anschliessend auf volkstümliche Musiker zurückgegriffen, die ihre Instrumente im Studio für die Titel einspielten. Dabei verlief die Zusammenarbeit mit den Musikern unterschiedlich. Während der Akkordeonist Hubert Kieffer problemlos mit Bligg arbeiten konnte, hatten die Hackbrettspieler Schwierigkeiten sich an den Rhythmus der Hip-Hop-Beats zu halten. Fred Hermann spielte Gitarre, Piano, Schlagzeug und Bass für die Lieder ein und produzierte gemeinsam mit Bligg die Beats als Grundgerüst der Stücke. Nach Abschluss der Aufnahmen erfolgte die Audionachbearbeitung, das sogenannte Mastering, durch Oli Bösch in den Livingroom Studios.
Bligg spielt mit dem Albumtitel auf die Redewendung 08/15 an, die genutzt wird um etwas als «gewöhnlich» oder «durchschnittlich» zu klassifizieren. «0816» stehe nach Aussage des Rappers für das Gegenteil von 08/15 und solle unterstreichen, dass das Album «etwas ganz Neues wiedergeben soll».

## Inhalt

### Musik
| Titelliste | Titelliste |
| --- | ---------- |
| 1. 0816 Intro – 1:47 2. Musigg i dä Schwiiz – 3:23 3. Rosalie – 3:00 4. Das dörfsch nöd (mit Gölä) – 2:51 5. 10 Chlini Appenzeller – 2:26 6. S’Lotti schilled – 2:59 7. Secondos – 3:48 8. Nur en Söldner – 3:15 9. D’Heimat – 2:22 10. Signal – 3:30 11. Hollywood – 3:25 12. Ciao Bella – 3:11 13. 1 Tag – 4:12 |            |

Bligg war es nach eigener Aussage wichtig, «musikalisch eine moderne Schweiz abzubilden». Das Grundgerüst der Titel bilden Hip-Hop-Beats, die mit wenigen Ausnahmen von Bligg und Fred Herrmann produziert wurden. Diese werden durch Live-Instrumente erweitert, die von der Band des Rappers und aussenstehenden Volksmusikern beigesteuert wurden. Auf den Stücken wird somit Moderne, in Form der Stilelemente des Hip-Hops, mit traditioneller Ländlermusik verbunden.
Für mehrere Titel griffen die Produzenten auf das Handzuginstrument Akkordeon zurück, das von Hubert Kieffer eingespielt wurde. In den Stücken Nur en Söldner und D’Heimat findet das Hackbrett Verwendung. Dieses wurde von Töbi Tobler gespielt. Roman Camenzind produzierte das Lied Signal und co-produzierte Rosalie gemeinsam mit Herrmann und Bligg. Dabei spielte er auch eine Akustische Gitarre und einen Bass ein. Der Bass findet des Weiteren in Ciao Bella und S’Lotti schilled Verwendung. Hierbei wurde das Instrument von Ph!L!pp Schweidler beigesteuert. Der Titel Hollywood wurde von Shuko und 7Inch produziert. Eine von Chris Muzik gespielte Solo-Gitarre kommt in den Stücken Das dörfsch nöd, S’Lotti schilled und 1 Tag vor. Für die musikalische Untermalung des Titels D’Heimat wurden ausserdem Mundharmonika und Bläser verwendet. Roland van Straaten steuerte die Mundharmonika bei und Bernhard Schoch und Steffen Arpagaus spielten die Blasinstrumente, die auch in dem Lied Das dörfsch nöd zu hören sind. Ausserdem kommt in 1 Tag und 0816 Intro das Streichinstrument Cello zum Tragen.
Das für Hip-Hop-Stücke typische Stilmittel des Scratchens wurde von DJ Cutmando, der bereits seit Ende der 1990er Jahre mit Bligg zusammen arbeitet, für einige Album-Titel angewendet. Beim Scratchen wird eine laufende Schallplatte mit der Hand rhythmisch hin- und herbewegt. Die aufgelegte Nadel des Schallplattenspielers spielt somit einen Ausschnitt des Musikstücks analog zur Handbewegung vor und zurück.
Bei der Komposition einiger Stücke bedienten sich Fred Herrmann und Bligg an den Melodien bekannter Lieder. Teile des Titels D’Heimat sind an Nutbush City Limits von Ike und Tina Turner angelehnt. Für Das dörfsch nöd griffen die Produzenten auf Walk this way und All Along the Watchtower, das 1967 von Bob Dylan veröffentlicht und später von Jimi Hendrix neu interpretiert wurde, zurück. In einem Interview äusserte Bligg, dass dies «Verneigungen» vor den Künstlern seien, und unterstrich, dass es sich letztlich um ganz neue Stücke handele.

### Gesang

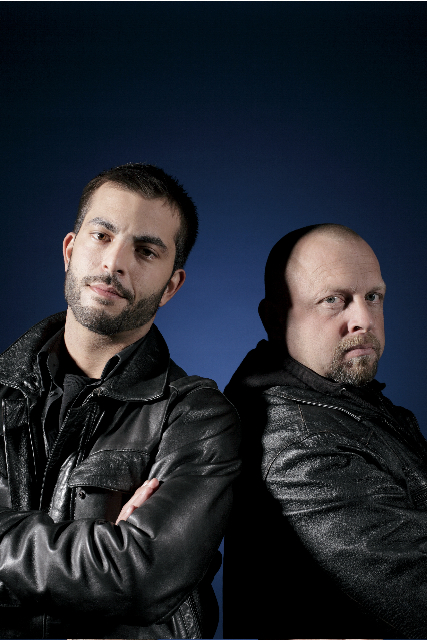
Bligg mit dem Rockmusiker Gölä

Die Texte des Albums werden von Bligg als Rap, die für Hip-Hop typische Form des Sprechgesangs, vorgetragen. Des Weiteren nutzt der Musiker melodiösen Gesang in den Passagen einiger Stücke, wie zum Beispiel die Hooklines der Titel. Bligg präsentiert seine Lieder seit seinem 2006 erschienenen Album Mit Liib & Seel auch mit melodiösem Gesang. Seine Texte trägt der Rapper in Schweizer Mundart vor, die er seit Beginn seiner musikalischen Laufbahn verwendet und die er damit als Sprache für die Schweizer Hip-Hop-Musik etablieren konnte.
Zur Verstärkung der Stimme des Rappers kommen Backing Vocals zum Einsatz, die in den Liedern die Nebenstimmen zur sogenannten Lead-Stimme darstellen. Diese wurden von Lesley Bogaert und Bligg selbst als Overdub beigesteuert. Ausserdem tritt die Schweizerin Corinne Gfeller als Nebenstimme auf den Titeln Nur en Söldner und Das dörfsch nöd in Erscheinung. Als Stilelement der Volksmusik wurde für Musigg i dä Schwiiz auf die Jodlerin Tamara Roos zurückgegriffen.
Neben der Zusammenarbeit mit Musikern der Volksmusik entstand das Stück Das dörfsch nöd in Zusammenarbeit mit dem Schweizer Rockmusiker Gölä. Beide Sänger kannten sich bereits zuvor, da sie in den gleichen Orten Konzerte absolviert hatten und Bestandteile des Line-ups von Musik-Festivals gewesen waren. Zur Zeit der Entstehung von 0816 traf Bligg Gölä an einer Hotelbar, wo beide ins Gespräch kamen. Bligg lud den Rockmusiker daraufhin in sein Studio ein, in dem der Titel Das dörfsch nöd später aufgenommen wurde. Die beiden Musiker hatten für die komplette Fertigstellung des Lieds lediglich sechs Stunden Zeit. In einem Interview äusserte sich Bligg lobend über Gölä: «Er ist der grösste Mundartkünstler aller Zeiten, das musikalische Sprachrohr dieses Landes. Und er macht unverblümte, gerade Texte, die das Publikum berühren.» 0816 wurde am selben Tag wie Göläs Album Z’Läbe fägt veröffentlicht, das direkt Platz 1 der Schweizer Album-Charts erreichen konnte.

### Texte
Wie die Instrumentierung beziehen sich die Inhalte der Texte auf die Schweiz und haben eine authentische Grundlage. So äusserte Bligg in einem Interview: «Der Leitspruch der Szene ist: Keep it real, sei echt. Wenn ein amerikanischer Hip-Hopper von seiner Kindheit und Jugend im Ghetto erzählt, dann ist das echt. Aber wenn Schweizer Rapper Ghettogeschichten erzählen, dann stimmt etwas nicht. Ich will rappen über Dinge, die hier stattfinden, die hier sind, die echt sind.» Dementsprechend behandeln viele Texte «Alltagsgeschichten» und Beobachtungen oder sind das Produkt persönlicher Erfahrungen des Menschen Marco Bliggensdorfer.
Im Anschluss an das Intro des Albums folgt als erstes Lied Musigg i dä Schwiiz. Darin nimmt Bligg Bezug auf diverse Schweizer Musiker verschiedener Stilrichtungen. So spielt er etwa auf My Name Is George, Mani Matter, Plüsch, DJ BoBo, Heidi Happy, Züri West, Schlieremer Chind, Baschi, Adrian Stern, Peter, Sue & Marc und Wurzel 5 an und unterstreicht seine Zuneigung zur Schweiz sowie seine Zugehörigkeit zur helvetischen Musik-Szene im Refrain: «Ich mach Musigg i dä Schwiiz, mag Musigg us Schwiiz. Alles was ich bruuch isch ä Melodie und en Beat. Ich mach Musigg i dä Schwiiz, mag Musigg us Schwiiz. Ich chönnt nöd ohni sie und sie nöd ohni mich.» Die Idee zu dem Titel entstand, nachdem Bligg erneut für einen Auftritt in der Sendung Die grössten Schweizer Hits angefragt worden war. Der Rapper wollte das Konzept der Show, in der verschiedene Musikrichtungen durch Schweizer Künstler präsentiert werden, auf das Lied übertragen.
In dem Stück Rosalie geht es inhaltlich um eine Frau, die einer vergangenen Liebesbeziehung hinterhertrauert. Die Frau, die den Namen Rosalie trägt, sitzt in einem Café und wird dort von einem Mann angesprochen. Dieser macht Rosalie Komplimente und bietet ihr eine Rose an, was diese freut («Rosalie, sie fühlt sich im Paradies. […] Er git ihrä Kompliment bis sie sich schämt und völlig erröted.»). Sie fragt daraufhin, wie sie ihm danken könne, worauf er sich als Rosenverkäufer herausstellt und Geld für die Rose verlangt. Abschliessend wird dargestellt, wie der Verkäufer zum nächsten Tisch weitergeht und einer Frau mit dem Namen Melanie eine Rose anbietet. Die Idee zum Stück Rosalie entstand Bligg während einer Mittagspause in einem Restaurant, als ein Rosenverkäufer die Gaststätte betrat und seine Ware anbot.
Gölä bezeichnet den Titel Das dörfsch nöd als «totale[n] Männersong». Bligg greift mit dem Sänger Streitigkeiten auf, die in Beziehungen vorkommen. Dabei stehen vor allem die Verbote und Verhaltensweisen der Frau im Mittelpunkt. So beklagen die beiden Sänger, dass Frauen den Alkoholkonsum der Männer kritisieren und beschweren sich über die Vorliebe der Frauen für Schuhe.
In 10 Chlini Appenzeller wird der Konsum von zehn «Appenzellern» beschrieben. Das lyrische Ich schildert dabei die Eindrücke des zunehmend betrunkenen Zustands. Dabei erscheint etwa die Wirtin wie Ruth Metzler in Strapsen. Nach sieben Appenzellern beginnt die Person, entgegen den eigenen Prinzipien, zudem Marihuana zu rauchen, was zur weiteren Verschlechterung der Wahrnehmung führt.
Mit dem Lied Secondos behandelt Bligg das Thema Immigration im Allgemeinen und die Biografie seines Grossvaters im Speziellen. Der Rapper schildert wie sein Grossvater, der 1930 in der italienischen Stadt Benevento geboren wurde, in die Schweiz auswandert, um auf einem Bauernhof zu arbeiten, Deutsch lernt, sich eine Existenz aufbaut und 1959, ein Jahr nach der Vermählung mit einer Schweizerin, eine Tochter bekommt, die einige Jahre später Bligg gebar. Secondos soll die Bedeutung der Einwanderer für die Schweiz unterstreichen, was in der rhetorischen Frage «Was wäred mir numme ohni sie?» zur Geltung kommt.
In D’Heimat drückt der Rapper die Verbundenheit zu seiner Schweizer Heimat aus. Diese zeichnet sich etwa durch ihre Landschaften, verschiedene Kulturen, Städte und Burgen sowie die vier Sprachen, die in der Bevölkerung gesprochen werden, aus. Das darauffolgende Lied Signal thematisiert eine vergangene Liebesbeziehung. Der Erzähler bringt dabei zum Ausdruck, dass er seine ehemalige Partnerin nach wie vor liebt.
Der letzte Titel 1 Tag behandelt das Thema Tod. Bligg zählt die Dinge auf, die er machen würde, wenn er nur noch einen Tag zu leben hätte. Er nennt etwa Fallschirmspringen, ein Kind zeugen, zahlreiche Drogen ausprobieren oder sämtliches Geld auf seinem Konto abheben und ausgeben. Der Rapper will mit dem Stück dem Zuhörer nahelegen, jeden Augenblick des Lebens zu «schätzen» und sich der eigenen Sterblichkeit bewusst zu sein.
Des Weiteren handeln S’Lotti schilled von einem Mädchen, das aufgrund ihres äußeren Erscheinungsbilds von ihren Schulkameraden isoliert und ausgelacht wird, Hollywood von der Oberflächlichkeit der Kultur Hollywoods, die ein negatives Vorbild darstellt und Menschen von der Realität ablenkt, Nur en Söldner von Freiheit und Bliggs Liebe zu dieser («Freiheit isch schönste will mer d’Freiheit nöd chaufe chan.») und Ciao Bella von einer unzufriedenstellenden Beziehung zu einer Frau, deren Eigenarten humoristisch aufgezählt werden.

## Illustration
Auf dem Cover des Albums posiert Bligg mit einem Stier. Das Tier solle «eine starke und kraftvolle Schweiz darstellen» und symbolisiere zudem das Land, wohingegen Bligg für die Stadt stehe. Damit wird das Konzept des Albums, für das volkstümliche Musikelemente mit Hip-Hop verbunden wurden, auf das Artwork übertragen. Das Cover-Foto entstand am 10. September 2008 auf dem Braunvieh-Zuchtstiermarkt in Zug. Bligg entschied sich bei der Auswahl eines passenden Stiers für Bimbo, den 750 Kilogramm schweren «Mister Original Braunvieh des Zuger Zuchtstiermarkts 2008».
Lena Maria Thüring, eine 1981 in Arlesheim geborene Fotografin, schoss die Fotos für das Booklet des Albums. Die Gestaltung des Artworks erfolgte durch die Agentur Formeldrei, die auch für Album-Cover der Musiker Stephan Remmler, Adrian Stern und 2raumwohnung verantwortlich war. Im Booklet sind die Texte der Stücke abgedruckt.

## Vermarktung

### Video
Im Vorfeld der Album-Veröffentlichung wurde ein «Promo-Video», das ausschnittsweise die Entstehung des Albums darstellt, ins Internet gestellt. Darin wird beispielsweise Bligg während des Schreibens seiner Texte und Aufnehmens im HitMill Studio oder das Einspielen einiger Instrumente gezeigt. Zur Untermalung der Bilder werden einige Stücke von 0816 angespielt. Des Weiteren kommen Personen aus Marco Bliggensdorfers Umfeld wie die Sängerin Emel, Fred Herrmann, Ueli Alder, Roman Camenzind und sein Grossvater Antonio Janotti zu Wort.

### Singles
Am 10. Oktober 2008 veröffentlichte Universal Music das Lied Rosalie als CD-Single. Auf dieser sind die Original- und die Instrumental-Version des Stücks zu hören. Rosalie erschien später ein weiteres Mal auf der Schweizer Edition des Samplers Bravo The Hits 2008. Bligg präsentierte das Lied unter anderem am 22. Februar 2009 mit den Finalisten der Castingshow MusicStar im Schweizer Fernsehen.
Als zweite Single erschien Musigg i dä Schwiiz. Diese wurde auch auf dem Sampler Die Grössten Schweizer Hits – Stadt & Land der gleichnamigen Fernsehshow veröffentlicht. Bereits am 23. November 2008 hatte Bligg den Titel in der Schweizer Sendung präsentiert.

### Tournee
Bligg absolvierte Ende 2008 zunächst drei exklusive Konzerte, die in den Schweizer Städten Solothurn, Herisau und Luzern stattfanden. Bei seinen Auftritten wurde der Rapper von seiner siebenköpfigen Band sowie einem Akkordeonisten und dem Hackbrett-Spieler Nicolas Senn begleitet. Laut Bligg war der Anspruch, durch die Begleitmusiker «den Sound der CD auf die Bühne zu transportieren.»
Der 19 Jahre alte Nicolas Senn war bereits im Sommer 2008 von Bligg angesprochen worden, um mit ihm an 0816 zu arbeiten. Senn lehnte die Anfrage ab, da er sich in der Maturazeit befand. Einige Monate später fragte der Rapper erneut an, um den Romanshorner für seine Tournee zu gewinnen. Der Hackbrett-Spieler äussert sich positiv zur Arbeit mit Bligg:

„Bligg ist sehr gewissenhaft. […] Auch hinter der Bühne spielt er nicht den grossen Star, er ist nie von oben herab. Weil ich mit meinem Hackbrett nicht immer die melodieführende Stimme habe, wie bei meinen Soloauftritten, wird die Funktion des Hackbretts bei gewissen Titeln auf perkussive Elemente reduziert. Bei 20 von den etwa 25 Liedern auf der Tournée spiele ich mit. Ich habe keine Noten, das verwende man bei Pop-Musikern nicht, wie mich Bligg aufklärte, und habe mir für die jeweiligen Lieder ein paar Notizen gemacht. Bei den Proben ist alles sehr spontan und vielfach entwickelt sich eine Melodie dann erst richtig. Es ist eine gute Erfahrung, in einer Band zu spielen.“

Nachdem Bligg erklärt hatte, dass eine erweiterte Tournee von dem Erfolg des Albums abhinge, fand am 1. Januar 2009 zunächst ein Konzert in Interlaken statt, und schliesslich wurde am 30. Januar 2009 die Bligg 0816-Tour in der Messehalle in Basel eröffnet. Die Tournee umfasste 15 Termine und wurde am 18. April 2009 mit einem Auftritt in Zofingen beendet. Wie schon bei den vorherigen Auftritten, wurde Bligg auf der Tour von seiner Band und den Spielern der volkstümlichen Instrumente begleitet.

## Rezeption

### Auszeichnungen
Am 19. Februar 2009 wurde 0816 in Zürich mit dem Swiss Music Award in der Kategorie Best Album Urban National ausgezeichnet. Bligg war des Weiteren für den Titel Rosalie in der Rubrik Best Song National nominiert. Die Preisträger der von der IFPI Schweiz veranstalteten Auszeichnung wurden von einer Jury, dem Zuschauervotum sowie durch die ermittelten Verkaufszahlen ausgewählt.
Des Weiteren erhielt Bligg am 19. April 2009 in Interlaken den Preis Prix Walo. Der Musiker konnte den wichtigsten Preis der Schweizer Unterhaltungsindustrie in der Kategorie Pop/Rock gewinnen.

### Kritiken
0816 ist aus Sicht der Redakteure der Internetseite Trespass.ch «Bliggs Ehrerbietung an seine Heimat – die musikalische, die familiäre und die gesellschaftliche». Die Stücke Rosalie und Ciao Bella überzeugen durch ihren Groove und Rhythmus und 10 Chlini Appenzeller sei der beste «Süffel-Song» seit dem Lied Eisgekühlter Bommerlunder. Radio BE1 gibt an, der besondere Reiz an dem Album liege in der Kombination «von Hackbrett und Akkordeon» und «urbanen Beats». Der Rapper beobachte scharf und porträtiere «seine persönliche Reise durch die Schweiz» in treffender Weise.
Auch in einem Bericht der Seite MKZWO.de wird das Album positiv aufgenommen. So sei dies keine «plumpe Anbiederung an die Freunde der Volksmusik, sondern ein ganz natürliches musikalisches Statement». Durch Lieder wie Musigg i dä Schwiiz bringe der Rapper seine Verwurzelung in der Schweizer Musik zum Ausdruck. Der Tages-Anzeiger greift ebenfalls den Aspekt der Stilmittel der Volksmusik auf, durch deren Verwendung Bligg «einen dichten, satten Sound, der gut mit den melodiösen Raps harmoniert» schaffe.

## Kommerzieller Erfolg

### Chartplatzierungen
0816 ist das bisher erfolgreichste Album des Schweizers Bligg und das erste mit einer Platin-Schallplatte ausgezeichnete Mundart-Rap-Album. Der Tonträger stieg am 16. November 2008 auf Platz 4 der Schweizer Album-Charts ein und fiel anschliessend zunächst auf die Positionen 10 und 14 zurück. Ab Anfang Dezember 2008 konnte 0816 wieder Platzierungen in den Top-5 der Schweizer-Hitparade belegen und erreichte am 11. Januar 2009 schliesslich Position 1. Insgesamt war das Album in fünf Wochen das meistverkaufte Album der Schweiz.
Ebenfalls erfolgreich konnte Bligg die beiden Singles Rosalie und Musigg i dä Schwiiz in den Schweizer Charts platzieren. Rosalie stieg am 26. Oktober 2008 auf Platz 21 ein, blieb einige Wochen in den Top-25 der Single-Charts und erreichte am 7. Dezember 2008 mit Position 8 die Top-10 der Hitparade. Insgesamt belegte die erste Single 13 Wochen lang Platzierungen in den zehn meistverkauften Singles der Woche und erreichte als höchste Position 5. Rosalie belegt in der ewigen Bestenliste der bestplatzierten Singles in den Schweizer Charts die Position 91. (Stand: 5. Februar 2025)
Die zweite Single Musigg i dä Schwiiz stieg am 7. Dezember 2008 auf Platz 18 ein und belegte dreizehn Wochen lang Positionen in den Top-30. Am 14. Dezember 2008 waren beide Singleauskopplungen des Albums in den Top-10 der Schweizer Charts.
| ChartsChartplatzierungen | Höchstplatzierung | Wochen |
| ------------------------ | ----------------- | ------ |
| Schweiz (IFPI)           | 1 (100 Wo.)       | 100    |

| ChartsJahrescharts (2008) | Platzierung |
| ------------------------- | ----------- |
| Schweiz (IFPI)            | 22          |

| ChartsJahrescharts (2009) | Platzierung |
| ------------------------- | ----------- |
| Schweiz (IFPI)            | 1           |

| ChartsJahrescharts (2010) | Platzierung |
| ------------------------- | ----------- |
| Schweiz (IFPI)            | 27          |

### Auszeichnungen für Musikverkäufe
Durch die Verkaufszahlen von über 30'000 Tonträgern erhielt Bligg eine Platin-Schallplatte, somit ist er nach Stress der zweite Schweizer Rapper, der diese erhalten konnte. 0816 erreichte später auch den Status «Doppel-Platin». Am 3. Juli 2009 erhielten Bligg und über 20 Mitglieder seines Teams, darunter Lesley Bogaert, Nicolas Senn und Oli Bösch, schließlich von Universal Music die Auszeichnung Dreifach-Platin für den Verkauf von 90.000 verkauften Einheiten des Albums. Die Verleihung wurde im Schweizerischen Landesmuseum in Zürich durchgeführt. Moritz Faccin, der bei Universal Music als Direktor Special Marketing arbeitet, hielt die Laudatio. Insgesamt wurden bisher 120.000 Exemplare des Albums verkauft.
| Land/Region    | Auszeichnungen für Musikverkäufe (Land/Region, Auszeichnung, Verkäufe) | Verkäufe |
| -------------- | ---------------------------------------------------------------------- | -------- |
| Schweiz (IFPI) | 4× Platin                                                              | 120.000  |
| Insgesamt      | 4× Platin ·                                                            | 120.000  |